# Свебодзиці
Свебодзи́ці (пол. Świebodzice, нім. Freiburg in Schlesien) — місто у Польщі, входить у Нижньосілезьке воєводство, Сьвідницький повіт. Має статус міської гміни. Займає площу 30,45 км². Населення 23 233 осіб (у 2004 році).

## Демографія
Демографічна структура станом на 31 березня 2011 року:
|          | Загалом | Допрацездатний вік | Працездатний вік | Постпрацездатний вік |
| -------- | ------- | ------------------ | ---------------- | -------------------- |
| Чоловіки | 11040   | 2039               | 7843             | 1158                 |
| Жінки    | 12252   | 1899               | 7317             | 3036                 |
| Разом    | 23292   | 3938               | 15160            | 4194                 |